# والنتینا زولینا
والنتینا زولینا (روسی: Валентина Александровна Жулина؛ ۱۵ ژوئن ۱۹۵۳ – ) قایقران روئینگ اهل اتحاد جماهیر شوروی سوسیالیستی بود.
وی در مسابقات کشوری و بین‌المللی در مجموع برندهٔ ۲ مدال طلا، ۲ مدال نقره شده‌است.